# 德兴市
德兴市位于中国江西省东北部，是上饶市代管的一个县级市。东接浙江省开化县，东南与玉山县、上饶县毗邻，南和横峰县、弋阳县相接，西接乐平市，北连婺源县，德兴富铜等矿产资源，被称为中国的“铜都” 。市人民政府駐銀城街道。
德興市地處、贛、浙、皖三省交界處，取“山川之寶，惟德乃興”之意而定名。

## 历史
东汉建安八年（203年）置县，已有1800多年的治县历史，1990年12月撤县设市。 

## 地理
德兴全境以山地为主，南部为怀玉山。西部小片低山丘陵。乐安江为主要河流。

## 资源
德兴拥有丰富的矿产资源，包括铜、金、银、铅锌、煤等。有中国最大的铜矿、亚洲最大的露天铜矿德兴铜矿，德兴铜矿是世界五大斑岩铜矿之一、亚洲第一大斑岩矿山。

## 行政区划
德兴市下辖4个街道办事处、6个镇、6个乡：
银城街道、新营街道、香屯街道、铜矿街道、绕二镇、海口镇、新岗山镇、泗洲镇、大茅山镇、花桥镇、黄柏乡、万村乡、张村乡、昄大乡、李宅乡和龙头山乡。

## 人口
德兴市2006年人口为31万，其中1/3人口来自浙江（多为新安江水库移民），1/3来自全国各地（下放知青及铜矿工作人员）。
根據第七次人口普查數據，截至2020年11月1日零時，德興常住人口為293596人。

## 交通
景婺常高速公路途经德兴新岗山；昌德高速公路终于德兴与景婺常高速公路对接（已通车）；上德高速公路终于德兴与昌德高速对接（已通车）。
乐德铁路为德兴铜矿提供运输为货运单线铁路；九景衢铁路途经德兴新岗山（已通车）；京福高铁至北向南穿越德兴（已通车）。

## 风景名胜
- 三清山：位于德兴东南部与玉山县交界处，为道教名山，2008年7月被列入世界遗产名录，是江西省唯一的世界自然遗产。
- 大茅山：为国家级风景名胜区，有梧风洞等景点。
- 海口镇：为千年古镇，有[千年古樟王]等景点。